# Lockheed F-104 Starfighter
Локхид F-104 «Старфайтер» («Звёздный истребитель») (англ. Lockheed F-104 Starfighter) — американский реактивный одно- или двухместный истребитель, истребитель-перехватчик, истребитель-бомбардировщик второго поколения. Разработан в период 50-60-х годов.

## История разработки и использования
F-104 был разработан фирмой Локхид с учётом опыта войны в Корее. Высокие лётные характеристики были положены во главу угла во время разработки этого самолёта, который впоследствии часто называли «ракетой с человеком внутри». Работы над проектом самолёта начались в 1951 году.
Контракт на производство первых двух прототипов был подписан в 1953 и первый из них поднялся в воздух 7 февраля 1954, спустя всего 11 месяцев.
Первые боевые машины стали поступать в ВВС США с января 1958 и носили обозначение F-104A. Эта модификация не была по-настоящему всепогодной и поэтому широкого распространения не получила. В ВВС США только две эскадрильи были укомплектованы F-104A. Кроме того, эти самолёты поставлялись в ВВС ФРГ, Тайваня и Пакистана, и приняли участие в индо-пакистанских конфликтах 1965 и 1971 годов.
Этот самолёт использовался более широко в военно-воздушных силах других стран, чем в самих США — ВВС США использовали только третью часть от общего числа построенных самолётов. Остальные машины находились на службе в военно-воздушных силах Канады, Германии, Италии, Японии, Бельгии, Дании, Греции, Норвегии, Испании, Тайваня, Иордании, Пакистана и Турции.
В США последние F-104 служили в Национальной гвардии и были сняты с боевого дежурства в 1975 году.
Модификации
F-104G, который поднялся в небо в октябре 1960, был практически полностью переработанной модификацией, разработанной специально для западногерманских ВВС, и выполнял роль истребителя-бомбардировщика. Считается, что именно эта модель F-104 была самой удачной.
В 1997—1998 гг. итальянские ВВС модернизировали находящиеся у них на вооружении F-104, который был испытан лётчиком Витторио Сансеверино.

## Конструкция
Короткие консоли крыла F-104 стали его отличительной чертой, их максимальная толщина была всего 10,16 см и они имели такие острые кромки, что во время парковки F-104 на консоли надевали специальные защитные чехлы, чтобы защитить от травм членов аэродромной команды.
F-104 был первым самолётом, скорость которого вдвое превышала скорость звука, а также первым самолётом, который в одно и то же время установил рекорды скорости и высоты полёта. 7 мая 1958 майор Говард Джонсон (Howard C. Johnson) поднялся на этой машине на высоту 27 830 м, а 16 мая капитан Уолтер Ирвин (Walter W. Irwin) достиг скорости 2259,3 км/час. 14 декабря 1959 года F-104С установил новый мировой рекорд высоты в 31 534 метра и стал первым в истории самолётом, поднявшимся выше 30 км.

## Аварийность
В печати ФРГ F-104 прозвали «witwenmacher» («вдоводел») и «fliegende sarg» («летающий гроб») после первых катастроф и коррупционного политического скандала, получившего в 1966 году название «Афера Starfighter». Для ВВС ФРГ закупили в США и собрали в Германии 916 самолётов, из них 292 (около трети) потеряны в лётных происшествиях за три десятилетия; погибло 116 лётчиков. Вскоре после закупки, но до принятия на вооружение, во время показа в немецкой столице 19 июня 1962 пилотажной группы, четыре F-104G столкнулись. Все четыре лётчика — американец командир и три немца — погибли.
Показатель аварийности первых лет составил 139 лётных происшествий на 100 тысяч лётных часов до конца 1960-х годов, но и в 1970-е, после кратного снижения аварийности, ежегодно разбивалось около десятка самолётов. В 1966 году тема катастроф «Старфайтеров» стала политической. Ходила шутка: чтобы заполучить «Старфайтер», достаточно купить ферму и ждать, когда он на неё упадёт. Хотя такая доля потерь самолётов не стала исключительной: ВВС ФРГ потеряли в лётных происшествиях 36 % более старых F-84F, однако этот факт не стал общественной темой. Итоговая статистика аварийности за всё время использования F-104 в ВВС ФРГ оказалась не такой уж плохой — один потерянный самолёт на 6 630 часов налёта (или 15 на 100 тысяч лётных часов). Для сравнения, у истребителя МиГ-21 в ВВС СССР в 1965 году одна потеря на 4 650 часов налёта (21,5 на 100 тысяч лётных часов).
Относительные потери F-104 ВВС Канады выше — 46 %, но на них налетали в два-три раза больше часов, чем на немецких. В ВВС Испании около 20 F-104 за 7 лет налетали около 17 тысяч часов в простых погодных условиях и не потеряли ни единой машины (хотя в 1965 году один F-104 для обучения испанских лётчиков в США разбит). ВВС Норвегии за 20 лет потеряли 13,6 %. ВВС Японии — около 15 % парка F-104J/DJ за 23 года.
В ВВС Тайваня из 247 «Старфайтеров» потеряно в бою или разбиты 116 (47 %): 66 из 115 F-104G, 8 из 8 RF-104G, 13 из 39 TF-104G, 17 из 44 F-104A, 4 из 8 F-104B, 2 из 6 F-104D, 6 из 22 F-104J и ни один из 5 F-104DJ.
В катастрофах «Старфайтеров» погибли: в июле 1958 года — ас Корейской войны Айвен Кинчелоу (Iven Carl Kincheloe, Jr.), в декабре 1967 года — первый чернокожий астронавт Роберт Лоуренс (Robert Henry Lawrence, Jr.). Едва не погиб на нём знаменитый испытатель Чак Йегер. В столкновении с F-104 потерян один из двух экспериментальных «трёхмаховых» бомбардировщиков XB-70 «Валькирия». Однако истребитель был любим большинством лётчиков, а значительная часть происшествий связана с необычно раскованными полётами на них.
Общий налёт эксплуатируемых ВВС США F-104 составил около 582 тыс. часов, при этом было потеряно в авариях 148 самолётов.
| Статистика аварийности F-104 в ВВС США | Статистика аварийности F-104 в ВВС США | Статистика аварийности F-104 в ВВС США | Статистика аварийности F-104 в ВВС США |
| Фин. год                               | Налёт, ч.                              | Количество аварий                      | Средний налёт на аварию, ч.            |
| -------------------------------------- | -------------------------------------- | -------------------------------------- | -------------------------------------- |
| 1957                                   | 213                                    | 5                                      | 43                                     |
| 1958                                   | 4291                                   | 4                                      | 1073                                   |
| 1959                                   | 23434                                  | 11                                     | 2130                                   |
| 1960                                   | 42238                                  | 19                                     | 2223                                   |
| 1961                                   | 34505                                  | 15                                     | 2300                                   |
| 1962                                   | 32448                                  | 12                                     | 2704                                   |
| 1963                                   | 30325                                  | 9                                      | 3369                                   |
| 1964                                   | 36951                                  | 13                                     | 2842                                   |
| 1965                                   | 51051                                  | 4                                      | 12763                                  |
| 1966                                   | 53304                                  | 11                                     | 4846                                   |
| 1967                                   | 56588                                  | 14                                     | 4042                                   |
| 1968                                   | 36126                                  | 5                                      | 7225                                   |
| 1969                                   | 33325                                  | 11                                     | 3030                                   |
| 1970                                   | 30717                                  | 5                                      | 6143                                   |
| 1971                                   | 25620                                  | 1                                      | 25620                                  |
| 1972                                   | 24966                                  | 2                                      | 12483                                  |
| 1973                                   | 22403                                  | 3                                      | 7468                                   |
| 1974                                   | 22704                                  | 2                                      | 11352                                  |
| 1975                                   | 18278                                  | 2                                      | 9139                                   |
| 1976                                   | 2438                                   | 0                                      | —                                      |

## Боевое применение
В боевых действиях F-104 принимал ограниченное участие.
Карибский кризис
В 1962 году американские F-104 совершали провокационные полеты над Кубой во время Карибского кризиса.
Война во Вьетнаме
Истребители ВВС США дважды направлялись в Южный Вьетнам, где использовались для прикрытия самолётов дальнего радиолокационного обнаружения EC-121, непосредственной поддержки войск и разведки (в том числе над Лаосом). Боёв с северовьетнамскими истребителями не было, но один самолёт, непреднамеренно оказавшийся в воздушном пространстве Китая, был сбит 20 сентября 1965 в поединке с китайским МиГ-19, пилот погиб. Поиски обломков также закончились трагедией: вылетевшая пара других «Старфайтеров» сталкивается в воздухе между собой и разбивается.
Неделю спустя огнём с земли был сбит ещё один F-104C, пилот погиб. После этого оставшиеся самолёты отозвали обратно на авиабазу Джордж в США. Всего за войну было потеряно 14 «Старфайтеров». Слабый боевой потенциал «Старфайтеров» во Вьетнаме сказался очень быстро. По образному выражению американцев «этой машине недоставало всего, за исключением скорости…».
Потери F-104 во Вьетнаме:
- 29 июня 1965 года в 100 милях юго-западнее Дананга огнём зенитной артиллерии был сбит F-104C. Раненый пилот был спасён[23];
- 23 июля 1965 года огнём с земли (не ЗРК) был подбит F-104C. Пытаясь совершить вынужденную посадку в Чу Лае повреждённый самолёт вышел за пределы полосы и врезался в насыпь, пилот капитан Рой Блакели погиб;
- 20 сентября 1965 года F-104C был сбит истребителем МиГ-19 ВВС НОАК. Пилот капитан Филипп Смит был взят в плен[23];
- 20 сентября 1965 года F-104C столкнулся другим F-104C и разбился, во время полёта на помощь к капитану Смиту, пилот капитан Квакенбуш катапультировался и был спасён[24];
- 20 сентября 1965 года F-104C столкнулся другим F-104C и разбился, во время полёта на помощь к капитану Смиту, пилот капитан Карлсон катапультировался и был спасён[24];
- 1 августа 1966 года над ДРВ пуском ЗРК С-75 был сбит F-104C, пилот подполковник Артур Финней был убит[23];
- 1 августа 1966 года над ДРВ, через час после сбития Финнея, пуском ЗРК С-75 был сбит F-104C, пилот капитан Джон Квортник был убит[23];
- 1 сентября 1966 года над северным Лаосом огнём зенитной артиллерии был сбит F-104C, пилот майор Норманн Шмидт был убит в северовьетнамском плену[23];
- 2 октября 1966 года над северным Лаосом пуском ЗРК С-75 был сбит F-104C, пилот капитан Норман Олхард был спасён[23];
- 20 октября 1966 года над северным Лаосом огнём зенитной артиллерии был сбит F-104C, пилот капитан Вилльям Тельвиннер был убит[23];
- 12 января 1967 года в ЮВА по техническим причинам разбился F-104C[25];
- 16 января 1967 года в ЮВА по техническим причинам разбился F-104C[26];
- 28 января 1967 года в ЮВА по техническим причинам разбился F-104C[27];
- 14 мая 1967 года в ЮВА по техническим причинам разбился F-104C[28].

Тайваньский конфликт
F-104 ВВС Тайваня во время тренировочных полётов несколько раз встречались с китайскими истребителями. 13 (или 19) января 1967 года тайваньский разведчик RF-104 под прикрытием четырёх F-104G был перехвачен четырьмя МиГ-19 возле границы материкового Китая, над спорным островом Куэмой. «Старфайтеры» атаковали первыми, выпустив четыре ракеты AIM-9, но все ракеты прошли мимо целей. Китайский «МиГ», пилотируемый Ху Шо-Кеном (Николай Шокин), контратаковал и огнём пушки сбил F-104G (б/н 4353). Расход боеприпасов на сбитие составил 48 снарядов, тайваньский пилот погиб.
Индо-пакистанская война 1965 года
Применялся пакистанскими ВВС. Совершили 254 вылета. По индийским данным было уничтожено четыре «Старфайтера». Пакистанцы подтвердили потерю двух F-104A в ходе войны.
Индо-пакистанская война 1971 года
Опять применялись Пакистаном. Иордания отправила на помощь эскадрилью своих «Старфайтеров».
10 декабря пакистанский F-104 одержал воздушную победу, сбив индийский самолёт Breguet Alizé.
F-104 имели также встречи с индийскими истребителями МиГ-21ФЛ, при этом «Старфайтеры» проиграли все воздушные бои с «МиГами». По данным западного исследователя Б.Гарри индийские «МиГи» подтверждённо уничтожили четыре «Старфайтера», ещё в двух-трёх случаях по ним были выпущены ракеты, которые их поразили предположительно. Послевоенное индийское исследование указывает потери в воздушных боях «Старфайтеров» два сбитыми. По данным немецкого историка Юбера Пейтцмайера, непосредственно сбитыми «МиГами» были также два F-104 (один свой и один иорданский), но также ещё два (иорданских) вернулись на аэродром в критическом состоянии, после поражения огнём «МиГов».
Всего Пакистан потерял в ходе войны по меньшей мере 5 «Старфайтеров», из них 2 своих и 3 переданных Иорданией. По данным западного исследователя Мартина Боумэна из 9 отправленных Иорданией F-104, в иорданские части не вернулось 6 штук.
В ходе войны «Старфайтеры» совершили всего 104 вылета. Менее чем через год после войны все пакистанские «Старфайтеры» были списаны. Командование ВВС Пакистана это объяснило тем, что истребители МиГ-19 и F-86 гораздо лучше подходят для воздушных боёв.
Бунт в Иордании
9 ноября 1972 года F-104 участвовали в воздушном бою над Иорданией. В тот день истребитель Hunter Mk.9 перешедшего на сторону повстанцев пилота Мохаммеда Аль Хатиба атаковал вертолёт Bell-205 короля Иордании. F-104 не успели прикрыть вертолёт и самолёт повстанцев обстрелял вертолёт, нанеся ему повреждения и ранив короля. После этого прибывшие на помощь F-104 атаковали истребитель и сбили его, пилот погиб.
Турецкое вторжение на Кипр
F-104 ВВС Турции принимали участие в вооружённом конфликте на Кипре в 1974. Один самолёт был потерян. Известная атака с их участием произошла 21 июля, когда около 50 турецких самолётов по ошибке разбомбили свой конвой из нескольких эсминцев и боевых катеров. В результате инцидента один турецкий эсминец затонул (погибло 80 турецких моряков) и два получили тяжелые повреждения, ответным огнём эсминцы сбили один турецкий «Старфайтер».
Партизанская война в Пуэрто-Рико
12 января 1981 года бойцы народной армии Пуэрто-Рико взорвали на авиабазе Муниз большое количество американских самолётов, включая один F-104.
Турецко-курдский конфликт
Турция использовала «Старфайтеры» для бомбардировок курдских поселений на своей территории. 1 июля 1992 турецкий истребитель CF-104 182.Filo выполнял разведывательный полёт по поиску опорного пункта курдского ополчения. Турецкий самолёт случайно нарушил границу Ирака, после чего с ним пропала связь, пилота больше никто не видел.
Война в Югославии
В ходе войны НАТО против Югославии в 1999 истребители F-104 применялись Италией. По некоторым данным, в бою с парой натовских F-104 был потерян один МиГ-21 ВВС Югославии. Подтверждения этот случай не нашел.

## F-104 как «летающие лаборатории»
Благодаря своим скоростным и высотным характеристикам F-104 интенсивно использовались в различных программах NASA. Начиная с августа 1956 г. НАСА начало использовать F-104 в исследовательском центре имени Драйдена (Dryden Flight Research Center) на авиабазе Эдвардс ВВС США. В течение последующих 38 лет 11 F-104 выполняли полёты в рамках разнообразных программ НАСА, последний полёт состоялся в феврале 1994, суммарно было совершено более 18 тыс. полётов.
F-104 с его «ракетообразной» аэродинамикой, благодаря которой вскоре после принятия на вооружение Starfighter получил неформальное название «пилотируемая ракета» (англ. the missile with a man in it), требовал специфических навыков пилотирования: этой причиной объясняется его другое прозвище — «Вдоводел» (англ. Widowmaker). Однако именно эта специфика оказалась весьма полезной как для отработки новых технических решений, так и для тренировок астронавтов. Так, например, на различных модификациях F-104 совершали тренировочные полёты астронавты лунной программы США Apollo, в том числе и Нил Армстронг.
F-104, оснащённые дополнительным ракетным двигателем и маневровыми двигателями, работающими на перекиси водорода (модификация JF-104), использовались для отработки технических решений по газодинамическим (реактивным) системам управления (англ. reaction control systems) космическими аппаратами: в ходе этой программы JF-104 набирали высоту ~ 24 000 м, где из-за низкой плотности атмосферы при относительно малых скоростях аэродинамические средства управления становятся неэффективными, и использовали маневровые двигатели для отработки ориентации самолёта. Эти данные затем были использованы в программах НАСА X-15 и работах по X-20 Dyna Soar — «предку» Спейс Шаттла. В течение всего периода эксплуатации F-104 НАСА выполняли полёты сопровождения и наблюдения в полётах большинства экспериментальных аппаратов X-серии.
Другая модификация, NF-104, представляющая собой F-104, оснащённый ракетным двигателем AR2-3, использовалась в программе ВВС США Aero Space Trainer (AST) как для подготовки пилотов в условиях верхней атмосферы (высоты свыше 30 км) и невесомости, так и для испытаний высотных костюмов и скафандров при декомпрессии.
В рамках программы Спейс Шаттл F-104 использовались НАСА для испытаний материалов теплозащитного покрытия шаттла на механическую устойчивость к дождю при высоких скоростях.
На 2017 год F-104 использовался частной компанией Starfighters Aerospace (бывш. Starfighters Inc), выполняющей заказы как на высотные (до 30 000 метров) запуски малых суборбитальных и орбитальных ракет, так и на проведение экспериментов в области микрогравитации и других исследовательских задач в области высотных полетов. Starfighters Aerospace использует одно- и двухместные (пилот и инженер) модификации F-104.

## Лицензионные копии
Lockheed F-104 Starfighter производился по лицензии в Канаде (модификация Canadair CL-90), Японии (Mitsubishi Heavy Industries производила модификацию F-104J, (вариант F-104G, в конфигурации «чистого» перехватчика — с 4-мя точками подвески УР AIM-9 «Sidewinder» и без оборудования для бомбометания), и 2ух-местный УТС F-104DJ) и в Италии (модификация Aeritalia F-104S).
Состоял на вооружении ВВС Пакистана (Индо-пакистанская война 12.1971).